# アメリカ時間

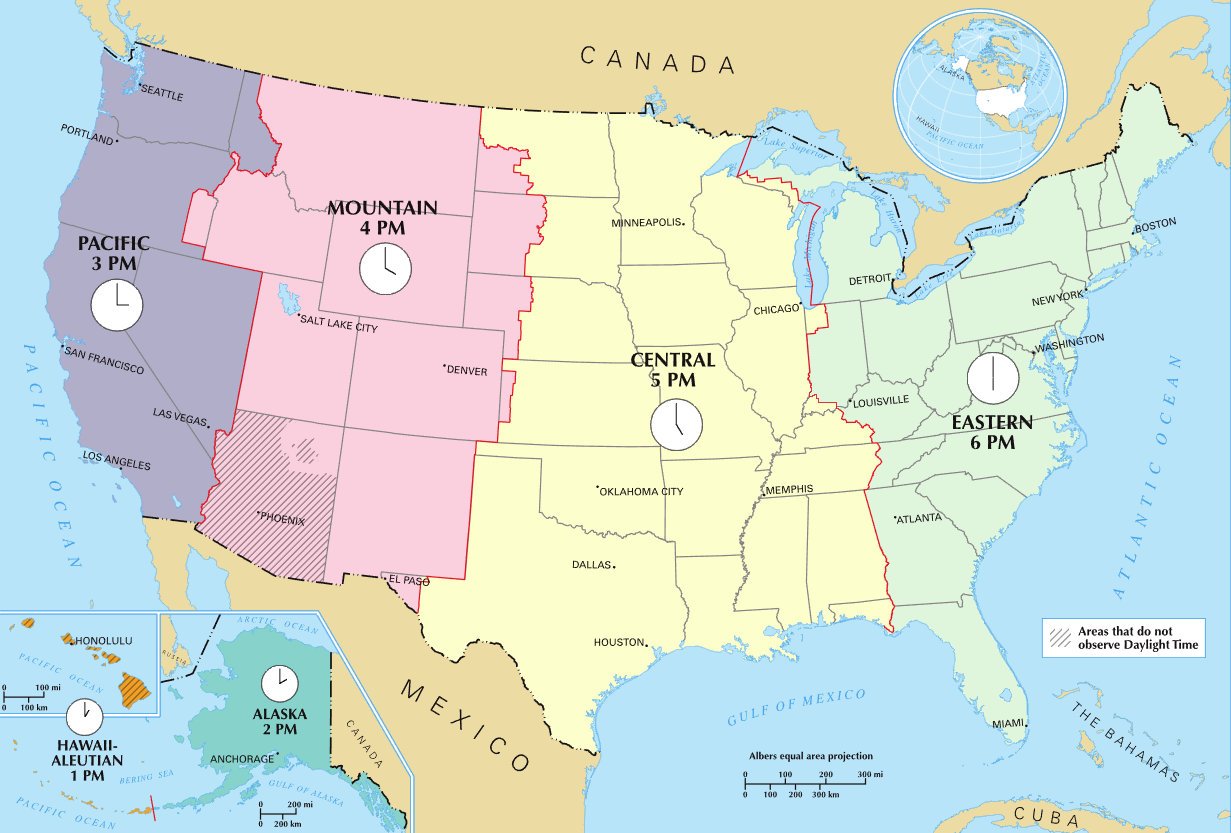
2007年10月以降のアメリカ合衆国の時間帯

アメリカ時間（アメリカじかん）ではアメリカ合衆国で使用されている標準時について記す。アメリカ合衆国の時間は法律により州と海外領土を合わせると9つのタイムゾーンに分けられており、大部分の地域では3月から11月にかけて夏時間が適用される。タイムゾーンの境界と夏時間の適用は、アメリカ合衆国運輸省によって規定されている。高精密な公式標準時はアメリカ合衆国商務省配下のアメリカ国立標準技術研究所（NIST）と、アメリカ海軍天文台（USNO）の2つの連邦機関によって提供されている。これらの標準時は他の国際的な計時機関の時刻と同様に、互いに同期している。
タイムゾーンと夏時間の規定、そして提供される標準時の組み合わせによって、アメリカ合衆国内の任意の場所の法定常用時が決定される。

## 歴史

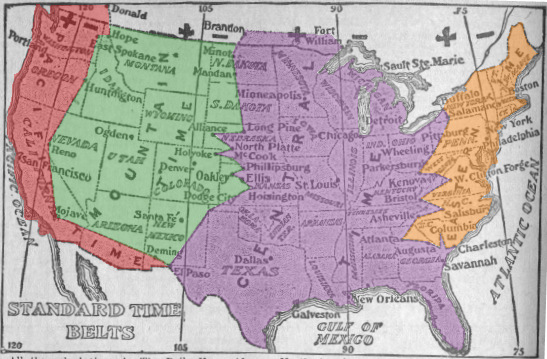
1913年のアメリカ合衆国のタイムゾーンを示した地図。現在の境界とは異なっている。

アメリカ合衆国大陸部に4つの標準時が導入される以前、多くの都市や町では太陽が正中する正午に時計を合わせ、観測日の均時差を補正して現地の平均太陽時としていた。場所により正午の時間はそれぞれ異なっていたものの、19世紀以前は移動に時間がかかり、また電信の発達前には遠距離の即時通信も出来なかったため、離れた場所との時差はほとんど気にされることはなかった。
鉄道や通信が発達するにつれて、それぞれの場所の太陽時を使用することは不便になっていった。19世紀後半、アメリカの鉄道会社はさまざまなタイムゾーンを整備していたが、駅ごとに時間が違うため列車の時刻調整が難しく乗客も混乱していた。アメリカ議会図書館によれば、時に1日に何百マイルも移動する列車の乗客にとって、時間の計算は深刻な問題となった。また列車の運転手は、出発時間を知るために自分の時計の再計算が必要であった。アメリカ合衆国では都市ごとに異なる時間を使用していたため、太陽時の数は300以上にものぼった。従ってタイムゾーンは、複雑な地理的関係を緩和しつつ、地方時間を太陽平均時と近似させるための妥協策であった。鉄道経営者は100の鉄道時間帯を設定して問題に対処しようとしたら、これは問題の部分的な解決にすぎなかった。
アメリカ国立気象局のクリーブランド・アッベは気象官署に4つの標準時間帯を導入し、そのアイデアを鉄道会社に提案した。新設された路線の運営者は、出発と到着のスケジュールを統一するための新たな案を必要としていた。アメリカ合衆国大陸部の4つの標準時は1883年11月18日正午、イリノイ州シカゴから電信により各都市に報時信号が送信されたことにより導入された。
1884年10月、ワシントンD.C.で開催された国際子午線会議では、グリニッジ天文台の子午儀の中心を通過する子午線を経度および時刻計算の基準となる子午線とする案が採択された。この会議でグリニッジ子午線を本初子午線とし、グリニッジ標準時（GMT）が世界の時刻の基準として確立された。アメリカ合衆国の時間帯制度はこれを発展させたもので、すべてのゾーンが本初子午線上のGMTを参照していた。

## アメリカ合衆国各地域の時間帯
アメリカ合衆国とその海外領土の標準時間帯は現在、合衆国法典第15編第260条 15 U.S.C. § 260により連邦レベルで定義されている。また連邦法では、夏時間を実施する場合の移行日時も定められている。どの地域がどの時間帯を採用するか、また夏時間を実施するかどうかは、州と連携した運輸長官が最終的な決定権を持つ。2007年8月9日より、標準時間帯は協定世界時（UTC）からの1時間ごとのオフセットで定義されている 。それ以前は、グリニッジから西に経度15度ずつ離れたいくつかの子午線の平均太陽時を基準としていた。
アメリカ合衆国本土と海外領土を含めると、アメリカ法で定められた以下の9つの標準時間帯が使用されている。
| 時間帯                               | 標準時    | 夏時間    | 地域 |
| ------------------------------------ | --------- | --------- | --- |
| 大西洋標準時（AST）                  | UTC−04:00 | （なし）  | - アメリカ領ヴァージン諸島 - プエルトリコ |
| 東部標準時（EST）                    | UTC−05:00 | UTC−04:00 | - コネチカット州 - デラウェア州 - ジョージア州 - メイン州 - メリーランド州 - マサチューセッツ州 - ニューハンプシャー州 - ニュージャージー州 - ニューヨーク州 - ノースカロライナ州 - オハイオ州 - ペンシルベニア州 - ロードアイランド州 - サウスカロライナ州 - バーモント州 - バージニア州 - ワシントンD.C. - ウェストバージニア州 州の一部が属する - フロリダ州 - インディアナ州 - ケンタッキー州 - ミシガン州 - テネシー州 夏時間なし、合衆国法典で未定義 - ナヴァッサ島 - バホヌエボ礁 - セラニャ礁 |
| 中部標準時（CST）                    | UTC−06:00 | UTC−05:00 | - アラバマ州 - アーカンソー州 - イリノイ州 - アイオワ州 - ルイジアナ州 - ミネソタ州 - ミズーリ州 - オクラホマ州 - ウィスコンシン州 州の一部が属する - フロリダ州 - インディアナ州 - カンザス州 - ケンタッキー州 - ミシガン州 - ネブラスカ州 - ノースダコタ州 - サウスダコタ州 - テネシー州 - テキサス州 |
| 山岳部標準時（MST）                  | UTC−07:00 | UTC−06:00 | - アリゾナ州 （ナバホ・ネイションを除いて夏時間なし） - コロラド州 - モンタナ州 - ニューメキシコ州 - ユタ州 - ワイオミング州 州の一部が属する - アイダホ州 - カンサス州 - ネブラスカ州 - ノースダコタ州 - オレゴン州 - サウスダコタ州 - テキサス州 |
| 太平洋標準時（PST）                  | UTC−08:00 | UTC−07:00 | - カリフォルニア州 - ネバダ州 - ワシントン州 州の一部が属する - アイダホ州 - オレゴン州 |
| アラスカ標準時（AKST）               | UTC−09:00 | UTC−08:00 | 州の一部が属する - アラスカ州 |
| ハワイ・アリューシャン標準時（HAST） | UTC−10:00 | UTC−09:00 | - ハワイ州（夏時間なし） 州の一部が属する - アラスカ州 夏時間なし、合衆国法典で未定義 - ジョンストン島 |
| サモア標準時（SST）                  | UTC−11:00 | （なし）  | - アメリカ領サモア 合衆国法典で未定義 - ジャーヴィス島 - ミッドウェー島 - パルミラ環礁 - キングマン・リーフ |
| -                                    | UTC−12:00 | （なし）  | 合衆国法典で未定義 - ベーカー島 - ハウランド島 |
| -                                    | UTC+12:00 | （なし）  | 合衆国法典で未定義 - ウェーク島 |
| チャモロ標準時（ChST）               | UTC+10:00 | （なし）  | - グアム - 北マリアナ諸島 |

### アメリカ合衆国本土で使われる時間帯
アメリカ合衆国本土で使用されている時間帯は以下の4つである。使用地域はおおよそのもの。
- 東部標準時（R時）：大西洋沿岸と、オハイオ川流域の東約3分の2。
- 中部標準時（S時）：メキシコ湾沿岸、ミシシッピ川流域、グレートプレーンズの大部分。
- 山岳部標準時（T時）：ロッキー山脈と、グレートプレーンズの西約4分の1。
- 太平洋標準時（U時）：太平洋沿岸とネバダ州、アイダホ・パンハンドル

### アメリカ合衆国本土以外の州で使われる時間帯
- アラスカ標準時（V時）：アラスカ州の大部分
- ハワイ・アリューシャン標準時（W時）：ハワイ州と、アリューシャン列島のうち西経169度30分から西の地域

### 海外領土で使われる時間帯
- サモア標準時（X時）：アメリカ領サモア
- チャモロ標準時（K時）：グアムおよび北マリアナ諸島
- 大西洋標準時（Q時）：アメリカ領ヴァージン諸島およびプエルトリコ

### 合衆国領有小離島
合衆国領有小離島の一部は合衆国法典が定める時間帯の範囲外、航海用の時間が定められた海域に位置している。ベーカー島とハウランド島ではUTC-12（Y時）、ウェーク島ではUTC+12（M時）が使用されている。これらの地域は国際日付変更線をはさんで互いに反対側に位置するため、丸1日違いの同時刻となる。その他の小離島では、ジャーヴィス島、ミッドウェー島、パルミラ環礁、キングマン・リーフではUTC-11（X時）、ジョンストン島ではUTC-10（W時）、ナヴァッサ島、バホヌエボ礁、セラニャ礁ではUTC-5（R時）が使用されている。

### 南極観測基地
南極では、アメリカ合衆国の研究施設であるパーマー基地ではUTC-3（P時）、マクマード基地やアムンゼン・スコット基地では、ニュージーランドに補給基地がある関係でニュージーランド時間であるUTC+12（M時）を使用している。

## 時間帯の境界
それぞれ北から南の方向で記述している。

### 東部時間・中部時間

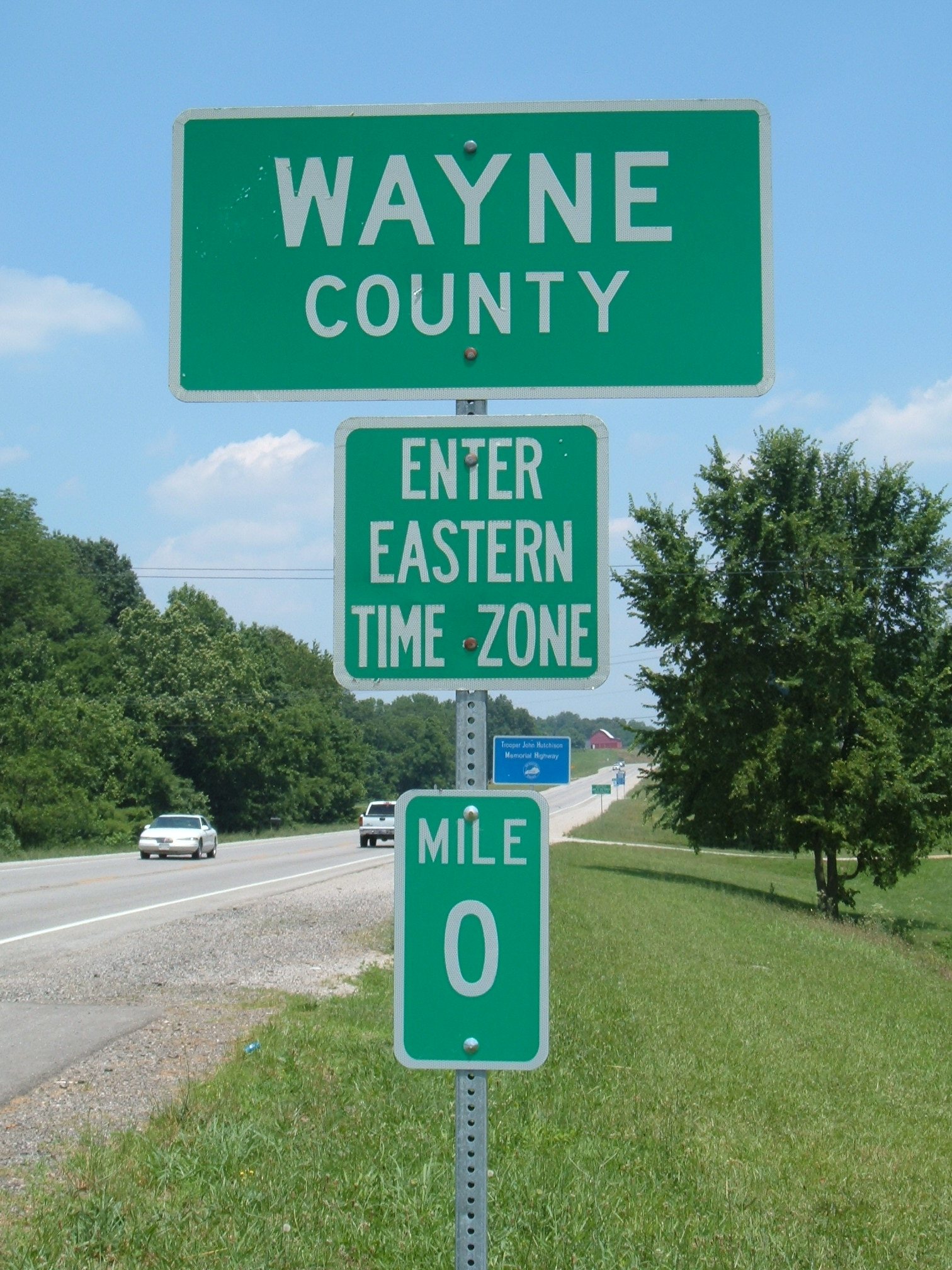
ウェイン郡 (ケンタッキー州)にある、東部時間の境界を示す標識

インディアナ時間：赤い部分が中部時間

- ウィスコンシン州とミシガン州アッパー半島の境界にほぼ沿っているが、アッパー半島のうちウィスコンシン州に隣接する4郡（アイアン郡、ゴギービック郡、ディキンソン郡、メノミニー郡）は中部時間を使用し、その他の地域は東部時間を使用している。
- ミシガン湖に沿って南下する。
- シカゴの近郊に位置するインディアナ州北西部の6郡は中部時間を使用している。
- イリノイ州中部とインディアナ州中部の州境に沿う。
- インディアナ州南西部の6郡は中部時間を使用している。
- ケンタッキー州ルイビルの西側を、北西から南東に向かって州をほぼ半分に分ける。
- テネシー州は、3郡（ブレッドソー郡、カンバーランド郡、マリオン郡）を除く東部テネシーが東部時間、その他の地域は中部時間を使用している。
- アラバマ州とジョージア州の州境に沿って南下。アラバマ州フェニックスシティ周辺では非公式に東部時間を使用している。
- フロリダ州タラハシーの西側のアパラチコーラ川および、ガルフ郡内にある沿岸内水路でフロリダ・パンハンドル（英語版）を分ける。

### 中部時間・山岳部時間
- モンタナ州とノースダコタ州の州境を起点とし、ノースダコタ州の南東部を分ける。
- サウスダコタ州をほぼ半分に分ける。
- ネブラスカ州の西部およそ3分の1を分ける。
- コロラド州とカンザス州の州境にほぼ沿うが、カンザス州のうち4郡（シャーマン郡、ウォレス郡、グリーリー郡、ハミルトン郡）は山岳部時間を使用している。
- ニューメキシコ州とオクラホマ州の州境に沿って南下。オクラホマ州ケントン（英語版）では非公式に山岳部時間を使用している。
- ニューメキシコ州とテキサス州の州境に沿って南下し、テキサス州のうちエルパソ郡とハズペス郡の2郡を州の他の地域と分ける。

### 山岳部時間・太平洋時間
- アイダホ州とモンタナ州の州境に沿う。
- 北緯45度33.46分 西経114度33.89分 / 北緯45.55767度 西経114.56483度地点で西に分岐し、アイダホ郡の境界に沿ってサーモン川（英語版）に至る。
- サーモン川を西に進み、サーモン川が北に進路を変えるリギンズ市まで至る。これにより、以下で述べる小さなループを除いてアイダホ州北部はほぼ全域が太平洋時間となる。
- サーモン川に沿って北上し、オレゴン州との境でスネーク川に合流する。この北上が形成するループが、サーモン川のこの部分に架かる橋を東に渡ることで、より西寄りの時間帯に移動するという特異な状況を生み出している。
- オレゴン州とアイダホ州の州境を成すスネーク川に沿って南下し、オレゴン州マルヒュア郡の北側の境界に至る。
- マルヒュア郡の境界を西進、また南下し北緯42.45度まで進む。そこから東へ曲がり、オレゴン・アイダホ州境へと戻り南下する。
- ネバダ州とアイダホ州の州境に沿って南下。ネバダ州のうちジャックポット（英語版）をはじめとするアイダホ州に近い地域では非公式に山岳部時間を使用している。
- ネバダ州とユタ州の州境にほぼ沿って南下。ネバダ州ウェスト・ウェンドーヴァー（英語版）では山岳部時間を使用している。
- ネバダ州とアリゾナ州の州境に沿う。
- コロラド川が形成するカリフォルニア州とアリゾナ州の州境に沿ってアメリカ＝メキシコ国境まで南下。

## 夏時間
アメリカ合衆国の夏時間は3月第2日曜日に開始し、11月第1日曜日に終了する。開始日は午前2時に1時間進み、終了日は午前2時に1時間戻る。
| 年   | 開始    | 終了    |
| ---- | ------- | ------- |
| 2021 | 3月14日 | 11月7日 |
| 2022 | 3月13日 | 11月6日 |
| 2023 | 3月12日 | 11月5日 |
| 2024 | 3月10日 | 11月3日 |
| 2025 | 3月9日  | 11月2日 |
| 2026 | 3月8日  | 11月1日 |
| 2027 | 3月14日 | 11月7日 |
| 2028 | 3月12日 | 11月5日 |
| 2029 | 3月11日 | 11月4日 |

1966年に制定された統一時間法を受けて、各州はその全域に2つの規則のいずれかを公式に適用することを選択した。
- ほとんどの州は、夏時間を使用している夏季の期間以外は、州の属する時間帯（あるいは州が2つの時間帯に分かれている場合はそれぞれの時間帯）の標準時を使用している。当初は夏時間の期間は4月最終日曜日から10月最終日曜日までであったが、1986年と2006年の2回の改正により、現在は3月第2日曜日から11月第1日曜日までの適用となっている。

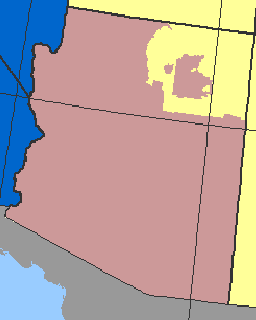
アリゾナ時間

- アリゾナ州とハワイ州では通年で標準時を使用している。ただし、ナバホ・ネイションではアリゾナ州にまたがる部分も含めた全域で夏時間を実施している。ナバホ・ネイションに囲まれ、全域がアリゾナ州内に位置するホピ居留地（英語版）は夏時間を採用していない
- 2005年、インディアナ州は2006年4月2日に施行される法案を可決し、州全体で夏時間を採用した（インディアナ時間を参照）。それ以前は、以下の例外を除き、公式には通年で標準時を使用していた。
  - 中部時間帯にあたる地域では夏時間が採用されていた。
  - シンシナティやルイビルに近いいくつかの郡では、東部時間帯であるにもかかわらず非公式で夏時間が使用されていた。

2005年のエネルギー政策法により、2007年から夏時間を適用する期間がおよそひと月延長された。
過去の夏時間の期間は以下の通り。
| 年   | 開始    | 終了     |
| ---- | ------- | -------- |
| 2006 | 4月2日  | 10月29日 |
| 2007 | 3月11日 | 11月4日  |
| 2008 | 3月9日  | 11月2日  |
| 2009 | 3月8日  | 11月1日  |
| 2010 | 3月14日 | 11月日   |
| 2011 | 3月13日 | 11月6日  |
| 2012 | 3月11日 | 11月4日  |
| 2013 | 3月10日 | 11月3日  |
| 2014 | 3月9日  | 11月2日  |
| 2015 | 3月8日  | 11月1日  |
| 2016 | 3月13日 | 11月6日  |
| 2017 | 3月12日 | 11月5日  |
| 2018 | 3月11日 | 11月4日  |
| 2019 | 3月10日 | 11月3日  |
| 2020 | 3月8日  | 11月1日  |

## IANA time zone database
IANA time zone databaseのzone.tabには、アメリカ合衆国の標準時として以下の29の時間帯が含まれている。
| 国コード | 座標            | TZ                             | 注釈                                                      | 協定世界時との差 | 夏時間 | 備考 |
| -------- | --------------- | ------------------------------ | --------------------------------------------------------- | ---------------- | ------ | ---- |
| US       | +515248−1763929 | America/Adak                   | アリューシャン列島                                        | −10:00           | −09:00 |      |
| US       | +611305−1495401 | America/Anchorage              | アラスカ（ほとんどの地域）                                | −09:00           | −08:00 |      |
| US       | +433649−1161209 | America/Boise                  | 山岳部 - ID（南部）、OR（東部）                           | −07:00           | −06:00 |      |
| US       | +415100−0873900 | America/Chicago                | 中部（ほとんどの地域）                                    | −06:00           | −05:00 |      |
| US       | +394421−1045903 | America/Denver                 | 山岳部（ほとんどの地域）                                  | −07:00           | −06:00 |      |
| US       | +421953−0830245 | America/Detroit                | 東部 - MI（ほとんどの地域）                               | −05:00           | −04:00 |      |
| US       | +394606−0860929 | America/Indiana/Indianapolis   | 東部 - IN（ほとんどの地域）                               | −05:00           | −04:00 |      |
| US       | +411745−0863730 | America/Indiana/Knox           | 中部 - IN（スターク）                                     | −06:00           | −05:00 |      |
| US       | +382232−0862041 | America/Indiana/Marengo        | 東部 - IN（クロウフォード）                               | −05:00           | −04:00 |      |
| US       | +382931−0871643 | America/Indiana/Petersburg     | 東部 - IN（パイク）                                       | −05:00           | −04:00 |      |
| US       | +375711−0864541 | America/Indiana/Tell_City      | 中部 - IN（ペリー）                                       | −06:00           | −05:00 |      |
| US       | +384452−0850402 | America/Indiana/Vevay          | 東部 - IN（スウィッツァランド）                           | −05:00           | −04:00 |      |
| US       | +384038−0873143 | America/Indiana/Vincennes      | 東部 - IN（デイビーズ、デュボイス、ノックス、マーティン） | −05:00           | −04:00 |      |
| US       | +410305−0863611 | America/Indiana/Winamac        | 東部 - IN（プラスキ）                                     | −05:00           | −04:00 |      |
| US       | +581807−1342511 | America/Juneau                 | アラスカ - ジュノー地域                                   | −09:00           | −08:00 |      |
| US       | +381515−0854534 | America/Kentucky/Louisville    | 東部 - KY（ルイビル地域）                                 | −05:00           | −04:00 |      |
| US       | +364947−0845057 | America/Kentucky/Monticello    | 東部 - KY（ウェイン）                                     | −05:00           | −04:00 |      |
| US       | +340308−1181434 | America/Los_Angeles            | 太平洋                                                    | −08:00           | −07:00 |      |
| US       | +450628−0873651 | America/Menominee              | 中部 - MI（ウィスコンシン州境）                           | −06:00           | −05:00 |      |
| US       | +550737−1313435 | America/Metlakatla             | アラスカ - アネット島                                     | −09:00           | −08:00 |      |
| US       | +404251−0740023 | America/New_York               | 東部（ほとんどの地域）                                    | −05:00           | −04:00 |      |
| US       | +643004−1652423 | America/Nome                   | アラスカ（西部）                                          | −09:00           | −08:00 |      |
| US       | +471551−1014640 | America/North_Dakota/Beulah    | 中部 - ND（マーサー）                                     | −06:00           | −05:00 |      |
| US       | +470659−1011757 | America/North_Dakota/Center    | 中部 - ND（オリバー）                                     | −06:00           | −05:00 |      |
| US       | +465042−1012439 | America/North_Dakota/New_Salem | 中部 - ND（モートン農村部）                               | −06:00           | −05:00 |      |
| US       | +332654−1120424 | America/Phoenix                | 山岳部標準時 - アリゾナ（ナバホを除く）                   | −07:00           | −07:00 |      |
| US       | +571035−1351807 | America/Sitka                  | アラスカ - シトカ地域                                     | −09:00           | −08:00 |      |
| US       | +593249−1394338 | America/Yakutat                | アラスカ - ヤクタト                                       | −09:00           | −08:00 |      |
| US       | +211825−1575130 | Pacific/Honolulu               | ハワイ                                                    | −10:00           | −10:00 |      |

また、海外領土の標準時としては以下のエントリーがある。
| 国コード | 座標            | TZ                  | 注釈           | 協定世界時との差 | 夏時間 | 備考                                                        |
| -------- | --------------- | ------------------- | -------------- | ---------------- | ------ | ----------------------------------------------------------- |
| AS       | −1416−17042     | Pacific/Pago_Pago   | サモア         | −11:00           | −11:00 |                                                             |
| GU       | +1328+14445     | Pacific/Guam        |                | +10:00           | +10:00 |                                                             |
| MP       | +1512+14545     | Pacific/Saipan      |                | +10:00           | +10:00 | Pacific/Guamへのリンク                                      |
| PR       | +182806−0660622 | America/Puerto_Rico |                | −04:00           | −04:00 |                                                             |
| UM       | +2813−17722     | Pacific/Midway      | ミッドウェー島 | −11:00           | −11:00 | Pacific/Pago_Pagoへのリンク                                 |
| UM       | +1917+16637     | Pacific/Wake        | ウェーク島     | +12:00           | +12:00 |                                                             |
| VI       | +1821−06456     | America/St_Thomas   |                | −04:00           | −04:00 | America/Port_of_Spain（トリニダード・トバゴ時間）へのリンク |